# مشعل القملاس
مشعل القملاس (20 أغسطس 1974 - 31 أكتوبر 2024) هو ممثل ومخرج كويتي، كان قد عمل أستاذًا في المعهد العالي للفنون المسرحية بالكويت.

## سيرته
وُلد مشعل سليمان مطلق القملاس في الكويت بتاريخ 20 أغسطس 1974. حصل في عام 2013 على درجة الماجستير من كلية الآداب في جامعة الإسكندرية وكان عنوان رسالته «تقنيات الإخراج في المسرح السياسي بدولة الكويت في الفترة من 1980 وحتى 2010». كما منح بالقاهرة لقب سفير النوايا الحسنة بالقاهرة عام 2019.

## مرضه
أعلن في أغسطس/آب 2024 عن بتر ساقه اليسرى وذلك بعد أن تفاقمت إصابتها بالغرغرينا، حيث كان قد عانى من مضاعفات داء السكري منذ سنواتٍ عديدة، أجرى خلالها عددًا من العمليات الجراحيَّة في ساقه. علق مشعل على الأمر قائلًا بأنه «أجرى العملية بسبب عدم وصول الدم إلى ساقه بعد خضوعه لعدة عمليات سابقة تتعلق بالشرايين» كما أضاف «الله يعطي والله ياخذ والله يشفى أمة محمد جميعا».

## وفاته
تُوفي يوم الخميس 31 أكتوبر/تشرين الأول 2024 ميلاديًا الموافق 28 ربيع الآخر 1446 هجريًا عن عمرٍ ناهز الخمسين.

## أعماله

### المسلسلات
- (2023) - أمر إخلاء 3
- (2014) - بقايا ألم
- (2013) - حابل بنابل
- (2012) - أيام العمر
- (2011) - جفنات العنب
- (2011) - بنات الثانوية
- (2010) - العب غيرها
- (2009) - بقايا الأمس
- (2007) - زهور عمري
- (2006) - وجوه من شمع
- (2006) - الإمبراطورة
- (2005) - جبروت امرأة
- (2003) - حتى التجمد
- (2001) - ديوان السبيل
- (2001) - بيت بلا أبواب
- (1999) - أبناء الغد
- (1998) - زمان الإسكافي

### المسرحيات
- (2005) - دندنة
- (2000) - مدرسة قطعة 13

### الأفلام
- (2008) - كيوت
- (2006) - طرب فاشن
- (2004) - شباب كوول

### في الإخراج
- (2011) - قرية الحب: مسرحية
- (2006) - الوالي والحطاب: مسرحية

## روابط خارجية
- مشعل القملاس على موقع IMDb (الإنجليزية)
- مشعل القملاس على موقع قاعدة بيانات الأفلام العربية